# 안토니오 카노바스 델 카스티요
안토니오 카노바스 델 카스티요(Antonio Cánovas del Castillo, 1828년 2월 8일 – 1897년 8월 8일)는 총리로 6번의 임기를 맡았던 스페인의 정치가이자 역사가이다. 카노바스는 1874년 부르봉 왕가의 복고과 함께 이어진 정권의 설계자로서 중요한 역할을 수행했다. 그는 아나키스트였던 미켈레 안지오릴로(Michele Angiolillo)에게 피살되었다.
스페인 자유보수당(보수당)의 지도자였던 카노바스는, 자유당을 이끌던 프락세데스 마테오 사가스타와 함께 양대 정당이 번갈아 집권하던 복고 체제의 "투르노(Turno)"를 상징한다.

## 참고 자료
- Ruiz, Octavio (1998). “Spain on the Threshold of a New Century: Society and Politics before and after the Disaster of 1898”. 《Mediterranean Historical Review》 13 (1/2): 7–27. doi:10.1080/09518969808569733.